# Fall Out Boy
A Fall Out Boy (gyakori rövidítés: FOB) 2001-ben alakult amerikai rockegyüttes az illinoisi Wilmette-ből, (Chicago egyik külvárosa). Tagjai Patrick Stump (énekes, ritmusgitáros, zeneszerző), Pete Wentz (basszusgitáros, háttérénekes, dalszövegíró), Joe Trohman (szólógitáros) és Andy Hurley (dobos).
Felléptek az NBC Saturday Night Live, The Tonight Show with Jay Leno, a Late Night with Conan O’Brien, a CBS The Late Show with David Letterman és az ABC Jimmy Kimmel show-műsorában is. Sugar, We’re Going Down és a Dance, Dance című kislemezdaluk egyaránt Top 5-ös sláger volt.
A 2005-ben megjelent From Under The Cork Tree című bemutatkozó lemezükből több mint 3 millió talált gazdára, az album 72 hétig szerepelt a Billboard 200-as listán.
2007 februárjában megjelent, nagy sikerű Infinity On High című lemezük munkálataiban részt vett az R&B producer, Babyface és Jay-Z, a rapmogul is hallatta hangját a Thriller című dalukban.Az Infinity on High rögtön az #1 lett a Billboard 200-on, és 260 000 példányt adtak el az első héten. A This Ain’t a Scene, It’s an Arms Race című kislemezük a Pop 100-on az #1, a Billboard Hot 100-on a #2 helyre került. A csapat fellépett a július 7-i Live Earth koncerten. 2007 közepén a Honda Civic Tour elnevezésű koncerten léptek fel, majd szeptember 9-én részt vettek az MTV Video Music Awards díjkiosztón.
A Fall Out Boy bekerült a Guinness Rekordok Könyvébe, mikor is Pete és Patrick 2008. november 1-jén 72 rádióinterjút adott szerte a Államokban. A srácok december 16-án dobták piacra ötödik, Folie a Deux című albumukat, melyet egy héttel a megjelenés előtt már teljes egészében meg lehetett hallgatni a zenekar MySpace oldalán. A lemez 'America's Suitehearts' című dalához készült videóklipben szerepelt Cassadee Pope, a Hey Monday énekese is.
Pete Wentz ex felesége, Ashlee Simpson is szerepelt a hazánkban is vetített ’CSI: New York-i helyszínelők’ egyik epizódjában. A pár egy ’Bonnie and Clyde’ típusú karaktert játszik majd, melyet az amerikai nézők március 18-án tekinthettek meg. 2009 elején a csapat rögzített egy feldolgozást a The Simpsons című zseniális rajzfilmsorozat főcímdalához, amit az alkotók a január 25-én az amerikai Fox csatornán vetítendő rész előtt helyeztek el. A zenekar egyébként régebben is kötődött a családhoz, hiszen a zenekar nevét az egyik részben felbukkant Fallout Boy nevű karakterről kapta.
A zenekar vendégszerepelt Timbaland 2007-es albumán egy szám erejéig a One & Only-ban. A Fall Out Boy Lil Wayne “Rebirth” című albumán közösen ad elő egy számot a hiphop sztárral. Az együttműködés a srácok között egyébként nem újkeletű, hiszen a “This ain’t a scene” című dalhoz készített remix után, Lil Wayne megjelenik a FOB új lemezének “Tiffany Blews” című számában is.
2009 nyarán Pete Wentz egy rajongói fórumban megemlítette: a csapat legutóbbi lemeze, a ‘Folie a Deux’ amolyan hattyúdal volt. Bár később Pete annyit módosított a dolgon, hogy egyelőre a felbomláson nem gondolkodnak, de új lemez belátható időn belül biztosan nem lesz! Bár a Fall Out Boy világszerte nagy népszerűségnek örvend, a ‘Folie a Deux’ lemez igencsak langyos fogadtatása után a közeljövőben nem nagyon akarják erőltetni a folytatást.
Az Every Time I Die új, ’New Junk Aesthetic’ című lemezén Pete Wentz vokálozik. A szeptember 14-én az Epitaph gondozásában megjelenő album nem mindennapi kollaborációjáról Wentz a következőket nyilatkozta: “Csak felnyomtam néhány vokál sávot az új ETID lemezre. Remélem ezzel nem rontottam el! Ha esetleg mégis akkor bocsi srácok (srácok a zenekarból, és nem a srácok a netről, ők úgyis utálnak).”
A Fall Out Boy 'A Weekend at Pete Rose's' videójában az együttes basszusgitárosát egy tengerparton találják holtan, méghozzá nem más, mint Brendon és Spencer, a Panic! at the Disco két tagja. Az együttes így szerette volna kifejezni, hogy a jelenleg még tartó, Blink 182 turné után kicsit visszavonulnak pihenni.
A Fall Out Boy egy újabb lemezt adott ki, 2013. április 12-én. 'Save Rock and Roll' lemezük egy kisebb fajta sorozathoz kötődik, ami a YouTube-on megtekinthető. Ez a 11 részes sorozat nagy sikert aratott. Amikor Pete és Patrick a 'Where Did the Party Go' dalt megírták, nagy lendületet adtak ezzel annak, hogy folytassák is az albumot.
A 2015-ös 'American Beauty/American Psycho' (rajongók közt: AB/AP) album egészének nyilvánosságra hozása előtt megjelentettek pár számot [pl.: Centuries (2014)] a lemezről, nem beszélve a még 2013-ban kiadott 'Pax Am Days' c. "rövid" albumukról, amelyen 8 darab, körülbelül 1-3 perces zene szerepel. Az AB/AP-n szereplő Irresistible számhoz készítettek egy Demi Lovato-val közös változatot.

## Diszkográfia

### Albumok
- 2003 Evening Out With Your Girlfriend
- 2003 Take This to Your Grave
- 2005 From Under the Cork Tree
- 2007 Infinity On High
- 2008 Folie à Deux
- 2009 Believers Never Die
- 2013 Save Rock and Roll
- 2015 American Beauty/American Psycho
- 2018 Mania
- 2023 So Much (for) Stardust

### Középlemezek
- 2002 Fall Out Boy/Project Rocket Split
- 2004 My Heart Will Always Be the B-Side to My Tongue
- 2007 Leaked in London

### Élő albumok
- 2008 **** Live in Phoenix

### Kislemezek
- 2003 Dead on Arrival
- 2003 Grand Theft Autumn / Where Is Your Boy
- 2003 Saturday
- 2005 Sugar, We're Goin Down
- 2006 Dance, Dance
- 2006 A Little Less Sixteen Candles, a Little More "Touch Me"
- 2007 This Ain’t a Scene, It’s an Arms Race
- 2007 The Carpal Tunnel of Love
- 2007 Thnks fr th Mmrs
- 2007 The Take Over, the Breaks Over
- 2007 I'm Like a Lawyer with the Way I'm Always Trying to Get You Off (Me & You)
- 2008 Beat It
- 2008 I Don't Care
- 2008 Headfirst Slide into Cooperstown on a Bad Bet
- 2008 What a Catch, Donnie
- 2008 America's Suitehearts
- 2009 She's My Winona
- 2013 Save Rock and Roll
- 2014 Centuries